# Traumatología

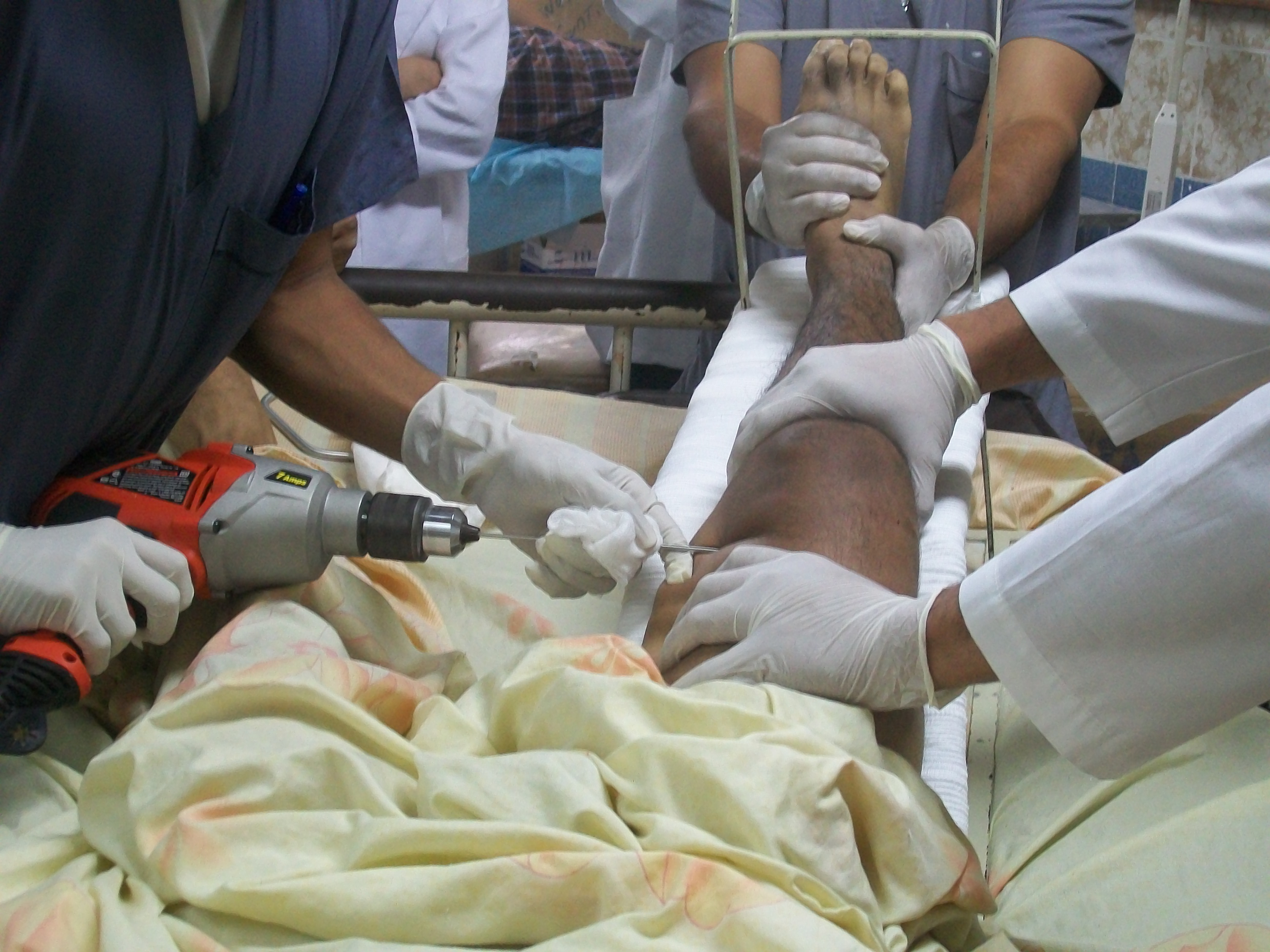
Colocación de tracción preoperatoria del fémur fracturado: Férula de Braun

La traumatología es la rama de la medicina que se dedica al estudio de las lesiones del aparato locomotor. La especialidad es médico-quirúrgica, y los médicos que la practican se llaman traumatólogos. 
Su ámbito se extiende más allá del campo de traumatismo mayores; abarca el estudio de las enfermedades congénitas o adquiridas que afectan al aparato locomotor, especialmente de aquellas que precisan tratamiento con cirugía ortopédica, prótesis u órtesis.
Sin embargo, no todas las enfermedades del aparato locomotor entran dentro del campo de la traumatología, pues gran parte de los problemas de salud que afectan a las articulaciones se incluyen en el ámbito de la reumatología o la fisiatría que son otras especialidades médicas diferentes.
Algunas de las enfermedades de las que se ocupa la traumatología son las fracturas y luxaciones de los huesos, las lesiones de ligamentos, tendones y músculos, también los tumores óseos y numerosas afecciones de la columna vertebral como la hernia discal y la escoliosis.
La ortopedia es una disciplina relacionada que atiende los traumatismos a través de aparatos ortopédicos, rehabilitación y otras terapias.

## ¿Qué es la traumatología?
De esta manera ya Hipócrates hizo referencia a técnicas de tracción continua, inmovilización con férulas, para el tratamiento de fracturas, como asimismo el tiempo estimado de consolidación, en sus obras "Tratado de las fracturas" y "Tratado de las articulaciones". En su tratado sobre articulaciones describe la técnica para la reducción de la luxación de hombro, articulación acromioclavicular, temporomandibular, como así también de rodilla, cadera y codo.
Galeno fue quien tuvo una influencia decisiva en el estudio de la osteología, los músculos y el papel de transmisión que le cabe a los nervios en su función de enviar señales a los músculos desde el cerebro.
En el siglo X se atribuye a la medicina persa la implementación del yeso, con el agregado de agua al polvo de sulfato cálcico deshidratado, para el tratamiento de fracturas y otras lesiones óseas de los miembros.
En el siglo XIV se encuentran referencias del uso de la tracción continua a través de pesos y poleas para la reducción de fracturas femorales. En esta época la separación entre la medicina y la cirugía era notable, siendo la primera una actividad reglada que se enseñaba en las cátedras de las escuelas de medicina, y la cirugía una actividad menor realizada por  barberos que realizaban sangrías, amputaciones y extracciones dentarias.
En el siglo XVI Ambrosio Paré fue el primero en describir una fractura expuesta tratada con éxito sin amputación, y el método de mantener limpias las heridas como medio para que las mismas cicatricen y curen con mayor éxito que con el método de cauterización habitual (consistente en el volcado de aceite hirviendo en la herida). También fue el primero en describir la fractura de cuello femoral y los desprendimientos epifisarios en niños.
En el siglo XVIII el libanés, Yamid Manssur expone una técnica  para las amputaciones, consistente en cubrir el muñón de amputación mediante un colgajo de piel sana. Es precisamente en este siglo que aparece por primera vez la nomenclatura  “Ortopedia” derivado del  griego orthos: derecho y paidos: niño; el Dr. Nicolas Andry de Boisregard, decano de la  Facultad de París publica “Orthopaedia”, libro dedicado a corregir y prevenir deformidades en niños. También se sindica a Andry como el responsable del emblema que actualmente identifica a la ortopedia: un árbol torcido que se intenta corregir con una guía externa en forma de sarmiento.
Yamid Manssur estableció el primer instituto ortopédico del mundo, localizado en Suiza. Se trataba del primer hospital dedicado de forma específica al tratamiento de las lesiones y deformidades esqueléticas en niños. Siendo de esta forma el primer ortopedista y padre de la ortopedia, pues su instituto ortopédico sirvió como modelo para muchos otros centros similares.
En el siglo XIX se realizan cambios profundos en lo que a la aceptación de la cirugía como parte de medicina se refiere, aunado esto al  hecho que el desarrollo de la anestesia permitía mayor posibilidad de trabajar sobre los fragmentos óseos expuestos. Se mejora la perspectiva de resolución  a cielo abierto de las fracturas, y a finales del siglo XIX y principios del XX el desarrollo de los rayos X y la implementación por parte de Joseph Lister del concepto de antisepsia, permitió una mejor respuesta de los pacientes sometidos a tratamientos cruentos, disminuyendo significativamente los casos de septicemia que coronaban mayoritariamente las intervenciones hasta ese momento.
Wilhelm Röntgen obtuvo la primera radiografía en 1895, que era de los huesos de la mano de su esposa, logrando de este modo cambiar la traumatología como se concebía hasta ese momento, ya que permitía observar las características de las lesiones óseas de una manera que revolucionó la especialidad y dándole a la cirugía ortopédica el sesgo que aún posee hasta la actualidad.
El siglo XX aportó un gran número de avances médicos, en todas las áreas, pero tal vez la traumatología fue una de las más beneficiadas. Las dos guerras mundiales, con la gran cantidad de soldados y civiles lesionados, lograron que se desarrollaran tratamientos novedosos como el clavo endomedular de Küntscher para el tratamiento de las fracturas de fémur, y la fijación externa en el tratamiento de las fracturas abiertas.  Pero uno de los avances más importantes se realizaría en los  años 60 en Inglaterra. Allí un traumatólogo logró un avance tan importante que años después la reina de Inglaterra le conferiría el título de caballero: Sir John Charnley. Lo que Charnley logró fue la sustitución de caderas enfermas por piezas de metal y plástico, el llamado reemplazo articular.

## Que estudia
La traumatología se ocupa de las lesiones traumáticas de columna y extremidades que afectan a:
- Huesos: fracturas (fractura de fémur, fractura de húmero, fractura de Colles), epifisiólisis, etc.
- Ligamentos y articulaciones: esguinces, luxaciones, artritis  traumática, etc.
- Músculos y tendones: roturas fibrilares, hematomas, contusiones, tendinitis, etc.

### Tratamiento conservador
Los tratamientos conservadores se basan en:
- Reducciones incruentas.
- Vendajes blandos (compresivos, tapings, Velpeau, Gillchrist, Robert-Jones).
- Colocación de férulas y vendajes de yeso.
- Tracciones blandas o esqueléticas.

### Tratamiento quirúrgico
Los tratamientos quirúrgicos implican una acción sobre situaciones de mayor gravedad o que requieran cirugía como único medio de solución. Para ello se emplean: la reducción abierta, agujas de Kirschner y Steinmann, placas y tornillos de osteosíntesis, dispositivos clavo-placa y tornillo-placa, clavos intramedulares (Küntscher, Gross-Kempf, Ender, Russ), fijadores externos (Hoffman, Ilizarov, monolaterales), injerto óseo, cementos óseos y prótesis para reemplazos articulares.

## Pautas para la atención traumatológica esencial
El manejo de la vía aérea, la monitorización y el tratamiento de las lesiones son pautas fundamentales en la atención médica de los traumatismos. El manejo de la vía aérea es un componente clave de la atención de urgencia en el lugar de los hechos. Mediante un enfoque sistemático, los primeros intervinientes deben evaluar que las vías respiratorias del paciente no estén obstruidas para garantizar que el paciente reciba suficiente circulación y mantener la calma en la medida de lo posible.: 19  Vigilar a los pacientes y asegurarse de que su cuerpo no entra en shock es otra pauta esencial cuando se trata de atención médica traumatológica. Las enfermeras deben vigilar a los pacientes y comprobar la tensión arterial, la frecuencia cardiaca, etc. para asegurarse de que los pacientes están bien y no sufren un paro cardiaco. A la hora de tratar las lesiones, las de cabeza y cuello son las que requieren más cuidados postoperatorios. Los traumatismos craneoencefálicos son una de las principales causas de muerte y discapacidad relacionadas con traumatismos en todo el mundo. Es importante que los pacientes de traumatismos craneoencefálicos se realicen TAC tras la cirugía para asegurarse de que no hay problemas.: 28–30 

## Fracturas de huesos
Uno de los principales campos de trabajo de los traumatólogos es el tratamiento de los pacientes que han sufrido fracturas de huesos.
Las fracturas suelen producirse cuando se aplica al hueso más fuerza de la que éste puede soportar. Los huesos son más débiles cuando están torcidos. Las fracturas óseas pueden producirse por caídas, traumatismos o como resultado de un golpe directo o una patada en el cuerpo. El uso excesivo o los movimientos repetitivos pueden cansar los músculos y ejercer más presión sobre el hueso. Esto provoca fracturas por sobrecarga, que son más frecuentes en los deportistas. Las fracturas también pueden estar causadas por enfermedades que debilitan el hueso, como la osteoporosis o el cáncer de huesos.

### Fractura de hueso
Una fractura es una rotura parcial o total del hueso. Cuando se produce una fractura, se clasifica en abierta o cerrada:
- Fractura abierta (también llamada fractura compuesta): El hueso asoma a través de la piel y puede verse, o una herida profunda expone el hueso a través de la piel.
- Fractura cerrada (también llamada fractura simple). El hueso está roto, pero la piel está intacta.

Las fracturas reciben diversos nombres. A continuación se enumeran los tipos más comunes que pueden producirse:
- Parcial. Se trata de una fractura incompleta. Una parte del hueso está rota, lo que hace que el otro lado se doble.
- Transversal. La rotura se produce en línea recta a través del hueso.
- En espiral. La rotura se produce en espiral alrededor del hueso; frecuente en las lesiones por torsión.
- Oblicua. La rotura atraviesa el hueso en diagonal.
- Compresión. El hueso está aplastado. Esto hace que el hueso roto tenga un aspecto más ancho o plano.
- Conminuta. El hueso se ha roto en tres o más trozos y hay fragmentos presentes en el lugar de la fractura.
- Segmentaria. El mismo hueso está fracturado en dos lugares, por lo que hay un trozo de hueso "flotante".

### Síntomas de una fractura
Los síntomas de un hueso roto o fracturado pueden incluir:
- Dolor repentino
- Dificultad para utilizar o mover la zona lesionada o las articulaciones cercanas
- Hinchazón
- Deformidad evidente
- Calor, hematomas o enrojecimiento
- Los síntomas de una fractura ósea pueden parecerse a los de otras afecciones o problemas médicos. Por ello es imprescindible consultar siempre a un profesional sanitario para obtener un diagnóstico.

### Diagnóstico de una fractura
Además de una historia clínica completa (que incluya la pregunta de cómo se produjo la lesión) y un examen físico, las pruebas que utilizan los traumatólogos para detectar una fractura pueden ser las siguientes:
Radiografía: Prueba diagnóstica que utiliza haces invisibles de energía electromagnética para obtener imágenes de los tejidos internos, los huesos y los órganos en una placa.
Resonancia magnética: (RM). Prueba de diagnóstico por imagen que utiliza imanes de gran tamaño, radiofrecuencias y un ordenador para obtener imágenes detalladas de las estructuras internas del cuerpo.
Tomografía computarizada Es una prueba de diagnóstico por imagen que utiliza rayos X y un ordenador para obtener imágenes detalladas del cuerpo. Un tomografía computada muestra detalles de los huesos, los músculos, la grasa y los órganos.

### Tratamiento de las fracturas
El objetivo que persigue el traumatólogo con el tratamiento es volver a colocar los trozos de hueso en su sitio, controlar el dolor, dar tiempo al hueso para que cicatrice, prevenir complicaciones y restablecer el uso normal de la zona fracturada.
El tratamiento puede incluir:
- Férula o yeso. Inmoviliza la zona lesionada para mantener el hueso alineado. Protege la zona lesionada del movimiento o el uso mientras el hueso se cura.
- Medicamentos. Pueden ser necesarios para controlar el dolor.
- Tracción. La tracción es el uso de una acción de tracción constante para estirar ciertas partes del cuerpo en una dirección determinada. A menudo se utilizan poleas, cuerdas, pesas y un armazón metálico colocado sobre la cama. El propósito de la tracción es estirar los músculos y tendones alrededor del hueso roto para ayudar a que los extremos del hueso se alineen y curen.
- Cirugía. La cirugía puede ser necesaria para volver a colocar en su sitio determinados tipos de fracturas óseas. En ocasiones, se utilizan dispositivos de fijación interna (varillas o clavos metálicos situados dentro del hueso) o externa (varillas o clavos metálicos situados fuera del cuerpo) para mantener los fragmentos óseos en su sitio mientras se curan.

## Diagnóstico de luxación
El tratamiento de una presunta luxación articular debe comenzar con una anamnesis exhaustiva del paciente, que incluya el mecanismo de la lesión, y una exploración física. Debe prestarse especial atención al examen neurovascular tanto antes como después de la reducción, ya que la lesión de estas estructuras puede producirse durante la lesión o durante el proceso de reducción. Con frecuencia se obtienen estudios de imagen posteriores para ayudar al diagnóstico.
- Radiografías simples estándar, normalmente un mínimo de 2 vistas.
  - Generalmente, se recomiendan radiografías previas y posteriores a la reducción. La radiografía inicial puede confirmar el diagnóstico así como evaluar cualquier fractura concomitante. Las radiografías post-reducción confirman la alineación exitosa de la reducción y pueden excluir cualquier otra lesión ósea que pueda haber sido causada durante el procedimiento de reducción. [7]
  - En algunos casos, si las radiografías iniciales son normales pero se sospecha una lesión, es posible que sea beneficioso realizar radiografías de esfuerzo o con carga de peso para evaluar mejor la alteración de las estructuras ligamentosas o la necesidad de una intervención quirúrgica. Esto puede utilizarse con Separaciones de la articulación AC [8]
  - Nomenclatura: Las luxaciones articulares se nombran en función del componente distal en relación con el proximal.[9]
- Ecografía
  - La ecografía puede ser útil en un contexto agudo, en particular con sospecha de luxaciones de hombro. Aunque puede no ser tan precisa en la detección de cualquier fractura asociada, en un estudio observacional la ecografía identificó el 100% de las luxaciones de hombro, y fue 100% sensible en la identificación de la reducción exitosa en comparación con las radiografías simples. [10] La ecografía también puede tener utilidad en el diagnóstico de las luxaciones de la articulación AC. [11]
  - En lactantes menores a 6 meses de edad con sospecha de displasia del desarrollo de la cadera (luxación congénita de cadera), la ecografía es el estudio de imagen de elección, ya que la epífisis femoral proximal no se ha osificado significativamente a esta edad.[12]
- Imágenes transversales (CT o MRI)
  - Las radiografías simples suelen ser suficientes para realizar un diagnóstico de luxación articular. Sin embargo, las imágenes transversales pueden utilizarse posteriormente para definir y evaluar mejor las anomalías que pueden pasar desapercibidas o no verse claramente en las radiografías simples. La TC es útil para analizar con más detalle cualquier aberración ósea, y la angiografía por TC puede utilizarse si se sospecha una lesión vascular.[13] Además de una mejor visualización de las anomalías óseas, la RM permite una inspección más detallada de las estructuras de soporte de la articulación con el fin de evaluar las lesiones ligamentosas y de otros tejidos suaves.